# Louis Van Parijs
Ludovicus Constant Julianus „Louis” Van Parijs (ur. 16 lipca 1908 w Gandawie, zm. 6 września 1998 tamże) – belgijski pływak, uczestnik Letnich Igrzysk 1928 w Amsterdamie.
Startował w sztafecie 4 × 200 metrów stylem dowolnym podczas igrzysk olimpijskich w 1928 roku. Razem z zespołem odpadli w eliminacjach zajmując ostatnie miejsce w swoim wyścigu.
Wziął również udział w konkurencji 200 metrów stylem klasycznym, w której odpadł w eliminacjach z czasem 3:00,0.